# João Lino Gomes
João Lino Gomes (* 19. August 1959 in Bibileo, Viqueque, Portugiesisch-Timor; † 25. Juli 2024 in Dili, Osttimor), Kampfname Cuba, war ein osttimoresischer Unabhängigkeitskämpfer und Soldat.

## Werdegang
Gomes nahm am Unabhängigkeitskampf Osttimors der FALINTIL gegen Indonesien teil. Von 1976 bis 1979 kämpfte er als einfacher Soldat. Von 1979 bis 1983 gehörte er der Milícia Popular de Libertação Nacional (MIPLIN) an, bevor er unter Lere Anan Timur bis 1997 Sektionskommandant der bewaffneten Front wurde. Bis zur Demobilisierung 1999 war er schließlich Vizekommandant der Guerillaeinheit.
Danach wurde Gomes Mitglied der Verteidigungskräfte Osttimors (F-FDTL). Am 2. Februar 2022 wurde er vom Sargento zum Alferes (Leutnant) befördert. Zuletzt war er Teniente (Oberleutnant) und Kommandant des Sentru Instrusaun Komandante Nicolau LobatoAusbildungszentrums Comandante Nicolau Lobato (CICNL) in Metinaro. Gomes verstarb am 25. Juli 2024 im Hospital Nacional Guido Valadares (HNGV) in Dili.

## Auszeichnungen
2022 wurde Gomes die Medaille des Ordem de Timor-Leste verliehen. Außerdem war er Träger des Ordem da Guerrilha (Zweiter Grad).